# Passage de la Petite-Boucherie
Passage de la Petite-Boucherie är en gata i Paris 6:e arrondissement. Den öppnades år 1699 och är uppkallad efter den tidigare Rue des Boucheries, ”Kötthandlarnas gata”.
Passage de la Petite-Boucherie börjar vid Rue de l'Abbaye 1 och slutar vid Boulevard Saint-Germain 166. 

## Bilder

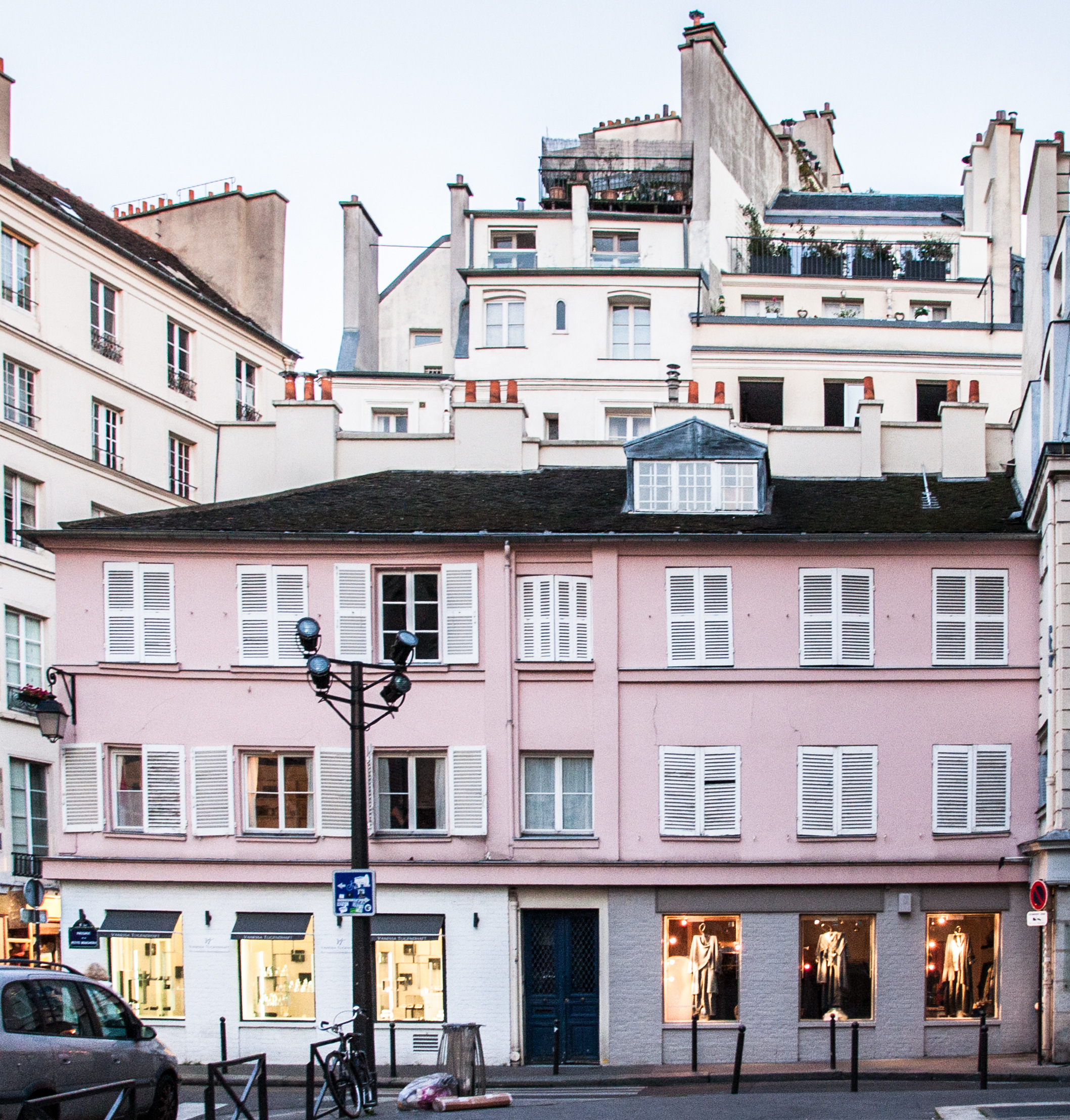
Vy från Passage de la Petite-Boucherie.